# Vestrussiske Frivilligehær
Den Vestrussiske Frivilligehær eller Bermondthæren var en hær i de baltiske provinser af det tidligere Russiske Kejserrige under Den Russiske Borgerkrig fra 1918 til 1920.
Den vestrussiske frivilligehær, i modsætning til pro-ententemagternes frivilligehære, blev understøttet og i virkeligheden skabt af Tyskland. Våbenstilstanden med Tyskland i Compiègne fastsatte i artikel 12, at tyske tropper skulle forblive i de baltiske provinser for at hjælpe med at bekæmpe bolsjevikkernes fremrykninger og trække sig tilbage, når de ententemagterne bestemte, at situationen var under kontrol. Ordren til at trække blev givet, efter at Versaillestraktaten blev undertegnet i juni 1919.
Men kun lille del af frikorpsene i Baltikum trak sig, resten forblev under ledelse af general Rüdiger von der Goltz. For at undgå at kaste skylden på Tyskland og gøre de allierede rasende, trak han sig i baggrunden og fusionerede sine tropper med det "særlige russiske korps", ledet af kosakken General Pavel Bermondt-Avalov. De to generaler rekrutterede omkring 50.000 mand: for det meste frikorps, tyskbaltere samt nogle russiske krigsfanger taget til fange af tyskerne under 1. verdenskrig og derefter løsladt på løfter om, at de ville hjælpe i kampen mod bolsjevikkerne i den russiske borgerkrig. Hæren erklærede, at det tiltrådte Aleksandr Koltjaks styrker og marcherede for at angribe bolsjevikkerne, men deres virkelige mål var at opretholde tysk magt i Østersøområdet.
I oktober 1919 angreb Vestruslands Frivillige Hær de nyligt uafhængige stater i Litauen og Letland, som Tyskland havde givet uafhængighed. Den kortvarigt besatte vestbred af Daugava-floden i Riga og Kārlis Ulmanis' regering, så sig nødsaget til at anmode om militær bistand fra Litauen og Estland. Esterne sendte to pansrede tog for at hjælpe letterne (ifølge nogle forklaringer, i bytte for Letlands afgivelse øen Runø og dets territorialfarvand til Estland), mens litauerne holdt sig væk frygtende tysk indblanding. Letterne modtog også bistand fra kanonerne på et britisk krigsskib i Riga havn.
I november lykkedes det den lettiske hær at drive Bermont-Avalovs styrker ind på litauisk territorium. Sluttelig led den vestrussiske frivilligehær stort nederlag mod litauerne nær Radviliškis, et større jernbaneknudepunkt. Efter inddragelse af Ententens militærmission, trak de resterende dele af den vestrussiske frivilligehær sig tilbage fra de baltiske lande til Tyskland.
Også et par hundrede danske frivillige, organiseret i Dansk-Baltisk Auxiliær Corps, deltog i kampen for Estland og Letlands uafhængighed.